# Vicente Guerrero 1.ª Sección (Jalpa de Méndez)
Vicente Guerrero 1.ª Sección es una ranchería del municipio de Jalpa de Méndez ubicado en la subregión centro del estado mexicano de Tabasco.

## Geografía
La localidad de Vicente Guerrero 1.ª Sección se sitúa en las coordenadas geográficas 18°07′14″N 93°05′33″O / 18.120556, -93.092500, a una elevación de 6 metros sobre el nivel del mar.

## Demografía
Según el Conteo de Población y Vivienda 2020, efectuado por el Instituto Nacional de Estadística y Geografía, la localidad de Vicente Guerrero 1.ª Sección tiene 2,953 habitantes, de los cuales 1,434 son del sexo masculino y 1,519 del sexo femenino. Su tasa de fecundidad es de 2.54 hijos por mujer y tiene 740 viviendas particulares habitadas.
| Gráfica de evolución demográfica de Vicente Guerrero 1.ª Sección entre 1930 y 2020 |
|                                                                                    |
| INEGI.                                                                             |